# 异烟酸苯酯
异烟酸苯酯是一种有机化合物，化学式为C12H9NO2。它可由异烟酸和氯化亚砜反应，在真空浓缩后，在三乙胺的存在下再和苯酚在四氢呋喃中反应制得。它和4-甲氧基苯硼酸在三乙胺存在下、乙酸镍、三丁基膦催化下反应，可以得到4-(4-甲氧基苯基)吡啶。